# Ceremșîne, Sverdlovsk
Ceremșîne (în ucraineană Черемшине) este un sat în comuna Provallea din raionul Sverdlovsk, regiunea Luhansk, Ucraina.

## Demografie
Componența lingvistică a localității Ceremșîne
     Rusă (58,24%)
     Ucraineană (1,1%)
Conform recensământului din 2001, majoritatea populației localității Ceremșîne era vorbitoare de rusă (58,24%), existând în minoritate și vorbitori de ucraineană (1,1%).